# 김민전
김민전(金玟甸, 1965년 5월 9일~)은 대한민국의 정치학자, 정치인이다. 경희대학교에서 교수로 재직하는 한편, 언론을 통해 정치 평론을 하였다. 더불어 시사프로그램 진행자로도 활동했다. 국회사무처, 국회입법조사처, 중앙선거관리위원회, 한국의회발전연구회, 한국평론학회, 한국정당학회 등에도 구성원으로 참여하였다.

## 학력
- 사직여자중학교 졸업
- 부산중앙여자고등학교 졸업
- 서울대학교 사회과학대학 외교학과 학사
- 서울대학교 대학원 정치학과 석사
- 미국 아이오와 대학교 대학원 정치학과 박사

## 경력
- 1999년 ~ 2001년 : 국회사무처 연수국 교수
- 1995년 ~ 1999년 : 국회사무처 법제예산실 정책조사관
- 2001년 ~ 2024년 : 경희대학교 후마니타스칼리지 교수(정치과정, 정치 커뮤니케이션)
- 2003년 : 범국민정치개혁협의회 위원
- 2008년 : 경희대학교 신문방송국 부국장(대학주보 부주간)
- 2012년 : 경희대학교 취업진로지원처장
- 2012년 : 국회입법조사처 자문위원, 중앙선거관리위원회 자문위원, 한국의회발전연구회 이사, 한국평론학회 이사, 한국정당학회 부회장
- 2017년 4월~2017년 5월 : 제19대 대통령 선거 국민의당 안철수 대통령 후보 국민캠프 공동선대위원장
- 2021년 12월 ~ 2022년 1월: 국민의힘 제20대 대통령 선거 살리는 선거대책위원회 중앙선거대책위원회 선거대책위원장단 공동선거대책위원장
- 2022년 3월 ~ 2022년 5월: 제20대 대통령직인수위원회 국민통합위원회 정치분과위원
- 2022년 7월 ~ 2024년 5월: 대통령직속 국민통합위원회 정치·지역 분과위원장
- 2022년 10월: 국민의힘 중앙연수원 부원장
- 2023년 4월 ~ 2024년 5월: 대통령직속 국민통합위원회 국민통합과 미디어특별위원회 정치·지역분과위원장
- 2024년 3월 ~2024년 3월: 제22대 국회의원 선거 국민의미래 비례대표 국회의원 후보
- 2024년 3월 ~2024년 3월: 제22대 국회의원 선거 국민의미래 중앙선거대책위원회 공동선대본부장
- 2024년 4월 10일: 대한민국 제22대 국회의원 선거 당선(비례대표, 국민의미래, 초선)
- 2024년 5월~2024년 6월: 국민의힘 수석대변인
- 2024년 5월 ~ 제22대 국회의원 (비례대표, 국민의힘, 초선)
  - 2024.06~: 제22대 국회 전반기 교육위원회 위원
    - 제22대 국회 전반기 교육위원회 법안심사소위원회 위원

  - 국회 AI와 우리의 미래 구성의원
  - 국가비전2050포럼 구성의원
  - 국가혁신전략포럼 구성의원
- 2024년 7월~2024년 12월: 국민의힘 최고위원(여성 몫)
- 2025년 4월~2025년 4월: 국민의힘 나경원 제21대 대통령 선거 경선후보 나경원 캠프 수석대변인
- 2025년 5월~2025년 6월: 제21대 대통령 선거 국민의힘 김문수 대통령 후보 방송토론기획본부 수석부본부장
- 2025년 5월~2025년 6월: 제21대 대통령 선거 국민의힘 김문수 대통령 후보 전략기획위원회 공동본부장

## 저서
- 《한국 정치제도의 진화경로 - 선거 정당 정치자금제도》(백산서당, 2006년, 김민전·심지연 공저) ISBN 8973273965
- 《리더십과 한국정치개혁(김민전의 정치읽기)》(백산서당, 2007년) ISBN 9788973274093
- 《사회변화와 입법》(2008년, 김민전·전학선·최대권·이헌출·홍완식 공저) ISBN 9788977783089
- 《변화하는 한국유권자 3 (패널조사를 통해 본 18대 국회의원선거)》(동아시아연구원, 2009년, 김민전·이내영 공저) ISBN 9788992395090

## 방송 활동
- 2002년 : KBS 《추적 60분》
- 2003년 : 문화방송 《100분 토론》
- 2015년 : 연합뉴스TV 《김민전 박상헌의 정정당당》 진행[5]
- 2006년 4월 4일 ~ 2008년 2월 24일 : EBS《현장! 교육》
- 2018년 9월 11일 ~ 현재 : 《2시 뉴스외전》 출연
- 2018년~현재 : 《TV조선 강적들》

## 역대 선거 결과
| 실시년도 | 선거   | 대수 | 직책     | 선거구   | 정당       | 득표수       | 득표율          | 순위         | 당락 | 비고 |
| -------- | ------ | ---- | -------- | -------- | ---------- | ------------ | --------------- | ------------ | ---- | ---- |
| 2024년   | 총선   | 22대 | 국회의원 | 비례대표 | 국민의미래 | 10,395,264표 | \| \| 36.67% \| | 비례대표 9번 |      | 초선 |
|          | 36.67% |      |          |          |            |              |                 |              |      |      |

## 소속 정당
| 소속 정당 | 소속 정당  | 소속 기간 | 비고      |
| --------- | ---------- | --------- | --------- |
|           | 국민의힘   | 2021~2024 | 정계 입문 |
|           | 무소속     | 2024      | 탈당      |
|           | 국민의미래 | 2024      | 입당      |
|           | 국민의힘   | 2024~현재 | 합당      |

## 같이 보기
- 대한민국 제22대 국회의원 선거 국민의미래 후보 목록#비례대표